# Mervyn Wood
Mervyn "Merv" Wood (født 30. april 1917, død 19. august 2006) var en australsk roer og olympisk guldvinder.

## Sportslig karriere
Wood deltog første gang ved de olympiske lege i 1936 i Berlin, hvor han var med i den australske otter, der efter en tredjeplads i indledende heat kom i semifinalen. Her blev de nummer to, men kun vinderne gik i finalen, så derfor endte de blandt de bedste uden for top-seks.
Ved OL 1948 i London roede han singlesculler, og han vandt sit heat i indledende runde samt i semifinalen. I finalen henviste han sikkert uruguayaneren Eduardo Risso og italieneren Romolo Catasta til sølv- og bronzemedaljen. Hans forspring til Risso var på næsten fjorten sekunder.
Ved OL 1952 i Helsinki var han en af favoritterne i singlesculleren, og han vandt da også sit indledende heat. I semifinalen blev han besejret af briten Tony Fox, men efter sejr i sit opsamlingsheat var Wood klar til finalen. Her blev det snart til en kamp mellem ham og Jurij Tjukalov fra Sovjetunionen, og efter at Wood havde ført i løbets første halvdel, kunne han ikke stå imod, da Tjukalov skruede tempoet op og vandt med 1,7 sekund, mens Woods sølv ikke var i fare med næsten fem sekunder ned til polakken Teodor Kocerka på tredjepladsen.
Inden OL 1956 i Melbourne var Wood blevet besejret af unge Stuart MacKenzie i singlesculler ved udtagelsesstævnet, så han kom i stedet med til legene i dobbeltsculler, hvor han roede sammen med Murray Riley. I det indledende heat blev australierne nummer tre, men derefter vandt de deres opsamlingsheat. I finalen blev de nummer tre efter Tjukalov og Aleksandr Berkutov fra Sovjetunionen, der vandt guld, og amerikanerne Pat Costello og Jim Gardiner på andenpladsen.
Merv Woods internationale rokarriere var en af de længste i sportens historie. Fra hans OL-deltagelse i 1936 som nittenårig og til de sidste konkurrence ved Commonwealth Games i 1958 gik der 22 år, hvor han udover OL-medaljerne også vandt fire guld- og en sølvmedalje ved Commonwealth Games, sidstnævnte i 1958. Dertil kommer sejr i den engelske Diamond Challenge Sculls (en del af Henley Regattaen) to gange og den amerikanske Philadelphia Gold Cup Challenge ligeledes to gange.

## Erhvervskarriere
Wood ernærede sig som politimand, og han blev i 1977 kommissær ved New South Wales-politistyrken. Imidlertid var hans romakker fra 1956, Murray Riley, efter ligeledes at have været ved politiet i mange år skiftet til den anden side af loven som international narkotikasmugler. Woods nære forbindelse til Riley var en af grundene til, at han blev tvunget til at trække sig fra kommissærposten i 1979.

## OL-medaljer
- 1948:  Guld i singlesculler
- 1952:  Sølv i singlesculler
- 1956:  Bronze i dobbeltsculler